# Dmitrij Mendelejew
Dmitrij Iwanowicz Mendelejew (ros. Дмитрий Иванович Менделеев; ur. 27 stycznia?/8 lutego 1834 w Tobolsku, zm. 20 stycznia?/2 lutego 1907 w Petersburgu) – rosyjski chemik, odkrywca (w 1869) prawa okresowości pierwiastków chemicznych, laureat Medalu Copleya.

## Życiorys

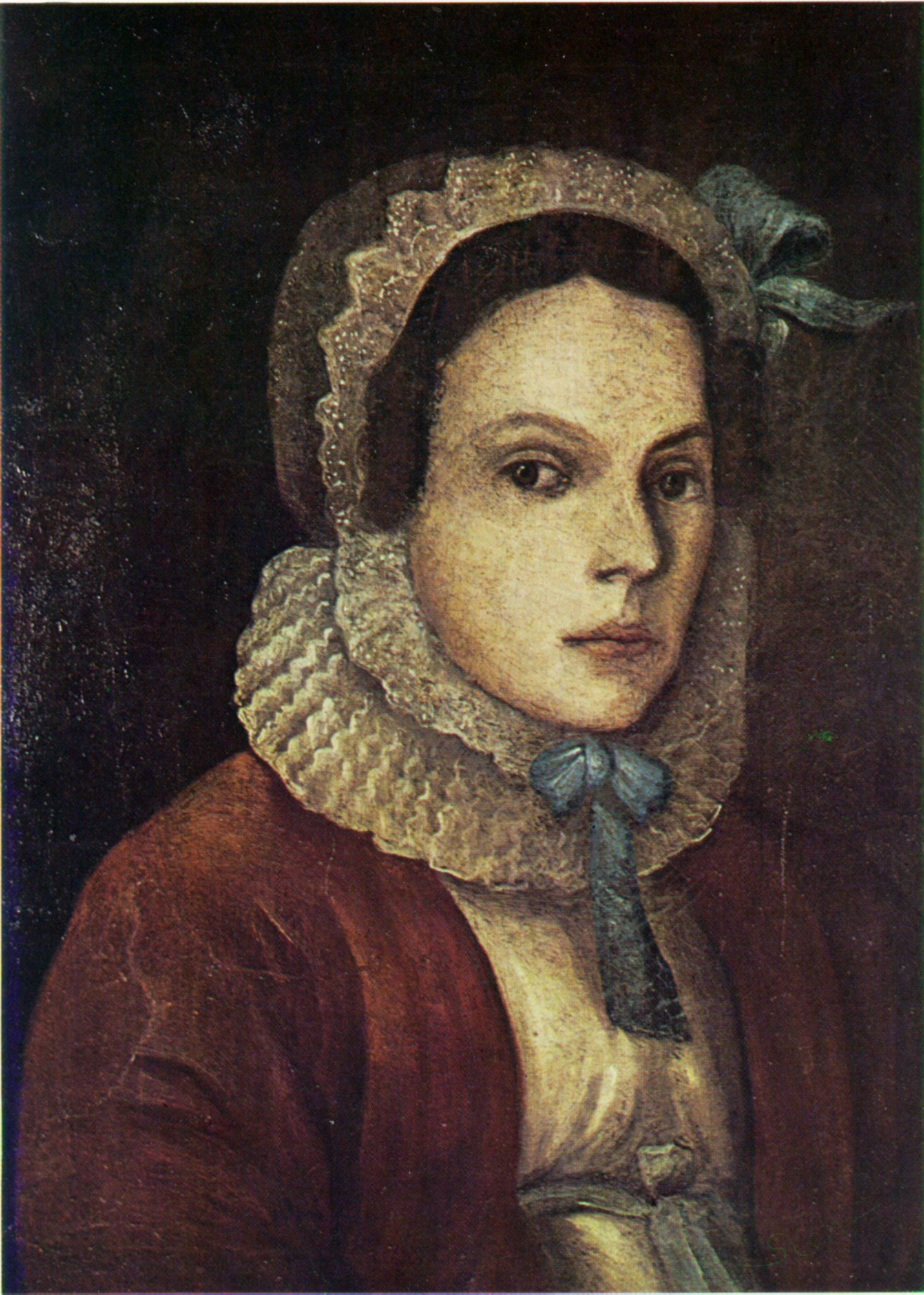
Portret matki Mendelejewa – Marii Dmitrijewny z domu Kornilewej (autor nieznany)

### Dzieciństwo i studia
Był najmłodszym z siedemnaściorga dzieci dyrektora gimnazjum w Tobolsku, nauczyciela literatury, dekabrysty i zesłańca Iwana Pawłowicza i Marii Dmitrijewnej (z domu Korniljewej), która była właścicielką huty szkła. Po śmierci ojca i pożarze, który zniszczył fabrykę matki, jako trzynastoletni chłopiec rozpoczął naukę w gimnazjum w Tobolsku. Młody Mendelejew pod wpływem poglądów ojca pozostawał przez całe życie liberałem, co miało wielokrotnie wielki wpływ na jego los.
W 1849 zubożała rodzina Mendelejewów przeniosła się do Petersburga. Tam rok później Dmitrij wstąpił w szeregi studentów wydziału matematyczno-fizycznego Głównego Instytutu Pedagogicznego.

### Młodość

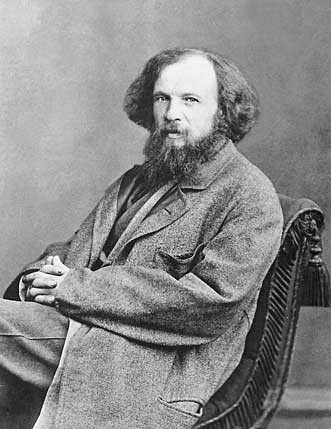
Dmitrij Mendelejew w wieku 27 lat

Po studiach, w 1855, ze względu na fatalny stan zdrowia spowodowany gruźlicą wyjechał na Krym, słynący z uzdrowiskowego klimatu. Tutaj objął stanowisko wykładowcy nauk przyrodniczych w I Gimnazjum w Symferopolu. Karierę dydaktyczną na południu przerwała jednak tocząca się wojna krymska. Po wyzdrowieniu wrócił w 1857 do Petersburga.
W okresie 1859–1861 prowadził prace badawcze nad zjawiskiem podciągania kapilarnego i włoskowatości, a także badał zagadnienia spektroskopii na Uniwersytecie w Heidelbergu. Pod koniec sierpnia 1861 opublikował książkę o spektroskopii. 4 kwietnia 1862 za namową rodziny zaręczył się z Fieozwą Nikiticzną Leszczewą, z którą wstąpił w związek małżeński już 27 kwietnia w soborze św. Mikołaja w Petersburgu. Mieli dwoje dzieci: Władimira (żeglarz, członek słynnej podróży wschodniej carewicza Mikołaja) i Olgę, ale małżeństwo nie było szczęśliwe ze względu na zbyt wielką różnicę charakterów. Nieustanne kłótnie spowodowały, że wkrótce Dmitrij i Fieozwa znaleźli się w separacji i zamieszkali oddzielnie.
W 1863 Mendelejew objął stanowiska: profesora chemii w Petersburskim Instytucie Technicznym oraz docenta na Imperatorskim Uniwersytecie Petersburskim. Prowadzone przez niego wykłady z chemii teoretycznej i organicznej cieszyły się dużą popularnością wśród studentów.

### Po doktoracie

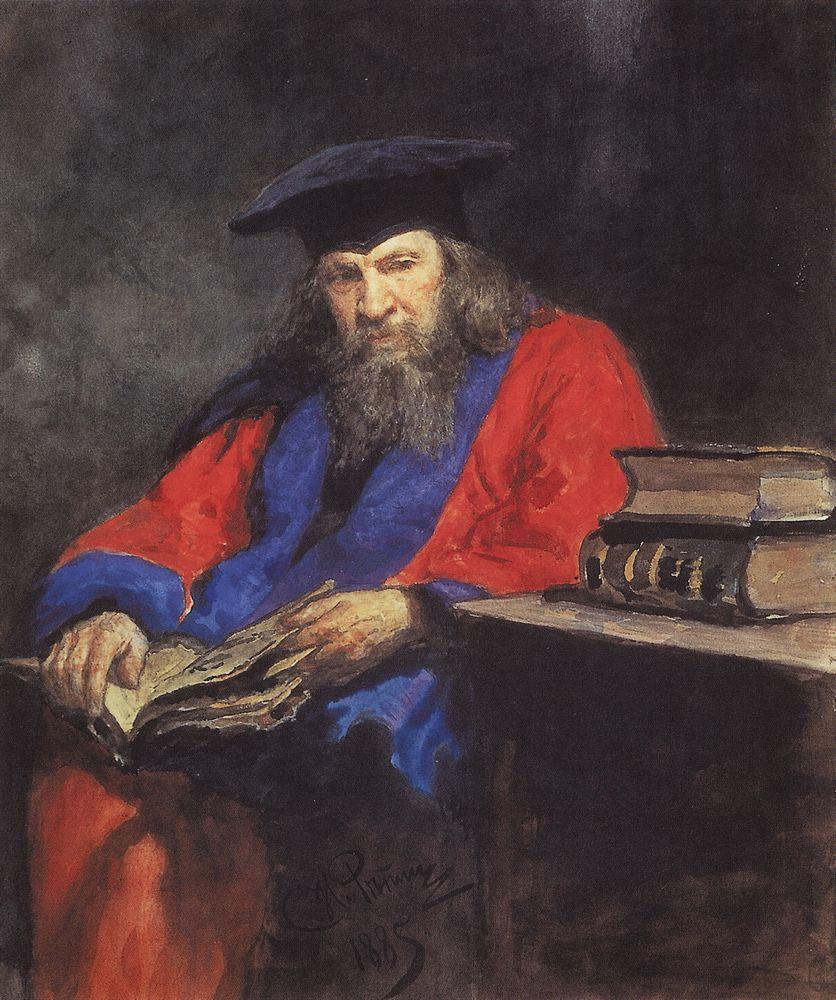
Dmitrij Mendelejew pędzla Ilji Riepina – portret w stroju akademickim

31 stycznia 1865 obronił publicznie rozprawę doktorską O połączeniach alkoholu z wodą, w której między innymi jako pierwszy wyjaśnił zjawisko kontrakcji objętości.
W 1867 uzyskał stałe zatrudnienie na uczelni.

### Drugie małżeństwo
W 1876 zakochał się obsesyjnie w 17-letniej Annie Iwanownie Popowej. Mimo starań jej rodziców, by nie dopuścić do związku córki z przeszło czterdziestoletnim mężczyzną (wysłali ją m.in. na studia do Włoch, dokąd podążył Mendelejew, nie bacząc że jest już powszechnie znaną osobą), doszło do małżeństwa po tym, gdy w 1881 naukowiec zagroził Annie samobójstwem w przypadku odmowy. Rozwód z Leszczewą dokonał się dopiero miesiąc po drugim ożenku 2 kwietnia 1882 po tym, jak Mendelejewowi udało się znaleźć przekupnego popa. W kilka dni po ślubie sprawa stała się głośna i pop stracił sutannę, ale sławnego naukowca władze pozostawiły w spokoju.
Jednak nawet po oficjalnym zakończeniu sprawy rozwodowej w świetle przepisów Rosyjskiego Kościoła Prawosławnego pozostawał bigamistą. Ówczesne bowiem przepisy religijne dopuszczały powtórny ożenek nie wcześniej niż po upływie 7 lat od rozwodu. Niedługo potem pewien rosyjski arystokrata postanowił pójść w ślady Mendelejewa i również wstąpić na ślubny kobierzec przed upływem ustawowego siedmioletniego okresu. Kiedy jednak zwrócił się z petycją do cara, powołując się na casus Mendelejewa, ten mu odpowiedział: To prawda, że Mendelejew ma dwie żony, ale przecież mam tylko jednego Mendelejewa!
Rozwód i towarzyszące mu kontrowersje przyczyniły się do tego, że mimo międzynarodowej sławy, nie został przyjęty w poczet członków Rosyjskiej Akademii Nauk. Jego córka z drugiego małżeństwa, Lubow, została później żoną słynnego rosyjskiego poety Aleksandra Błoka. Następnie na świat przyszedł Iwan i później para bliźniąt. Drugie małżeństwo Mendelejewa było nadzwyczaj udane i szczęśliwe. Anna wprowadziła męża w świat sztuki i, jak powiadano, trochę go ucywilizowała. Rozumiała też zmienne nastroje męża i jego nawyki. Sama szyła mu obszerną, luźną odzież, którą Mendelejew nosił za przykładem Lwa Tołstoja. Wiedziała, kiedy pozostawiać męża w spokoju, gdy szukając rozwiązania jakiegoś problemu, godzinami palił bez przerwy papierosy, które sam kręcił z ulubionego tytoniu.

### Osiągnięcia i nagrody
Część badań zlecał innym osobom. Prawdopodobnie na jego polecenie Julia Lermontowa, z którą prowadził korespondencję, na przełomie lat 60. i 70. XIX w. zajęła się udoskonaleniem procesów separacji metali z grupy platynowców.
Mendelejew był szeroko doceniany przez cały europejski świat nauki (a więc de facto w tamtym okresie – cały świat nauki, bowiem wiodące dziś amerykańskie czy japońskie instytucje badawcze jeszcze nie istniały). Otrzymał m.in. Medal Copleya przyznany przez Royal Society z siedzibą w Londynie. Na drodze jego kariery naukowej jednak znów stanęły jego liberalne poglądy. Kiedy w 1890 Mendelejew ujął się za studentami domagającymi się liberalizacji systemu władzy, minister oświaty przysłał mu ordynarny list z naganą. Urażony tym Mendelejew 17 sierpnia 1890 zrezygnował z posady na Uniwersytecie Petersburskim.
Od 1893 był dyrektorem Głównej Izby Miar i Wag. Przypisuje mu się, że tutaj opracował nowe państwowe przepisy dotyczące produkcji spirytualiów i sprecyzował w sposób naukowy, niejasne dotąd, potoczne pojęcie „wódka”. Jako skutek jego prac, w 1894 miały zostać wprowadzone ukazy carskie określające zawartość etanolu w wódce na poziomie 40% objętościowych, a przyjęty przez władze oficjalnie jako narodowy trunek o nazwie Moskiewski Specjał został opatentowany. Według innych źródeł odpowiednie przepisy standaryzujące zawartość alkoholu w wódce władze rosyjskie wprowadziły już w 1843 i miało to związek z naliczaniem podatku.

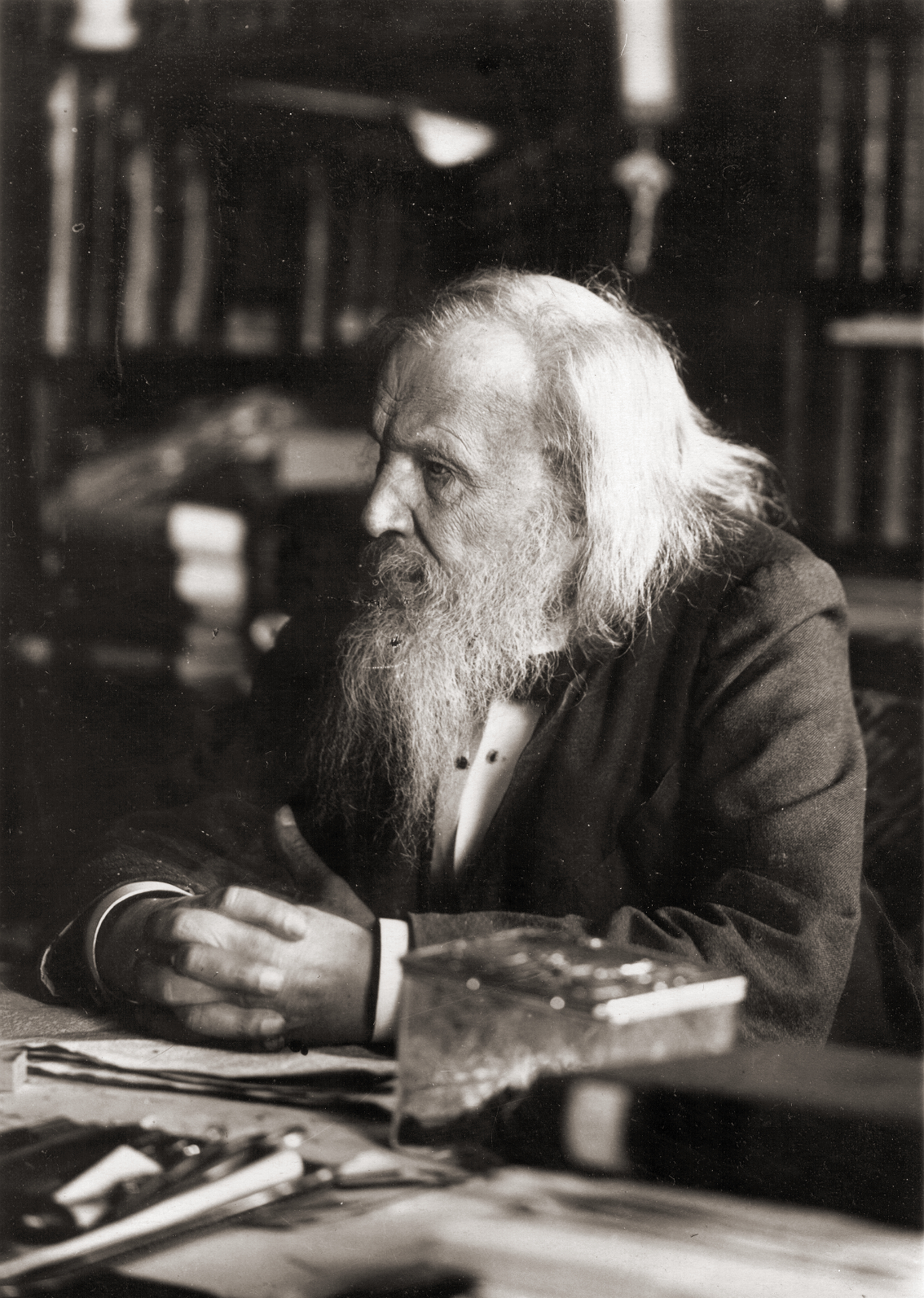
Dmitrij Mendelejew (1897)

Mendelejew był jednym z odkrywców pokładów węgla kamiennego i rudy żelaza w Donbasie. Zajmował się również badaniami pól naftowych i brał udział w uruchomieniu pierwszej rosyjskiej rafinerii. Pod koniec lat 80., zainspirowany wcześniejszym pomysłem Wilhelma Siemensa, opracował, a na początku lat 90. opublikował, także podstawy teoretyczne koncepcji podziemnego zgazowania węgla. Twierdził, że konwersja węgla w gaz w złożu pozwoli na znaczną redukcję kosztów jego eksploatacji.

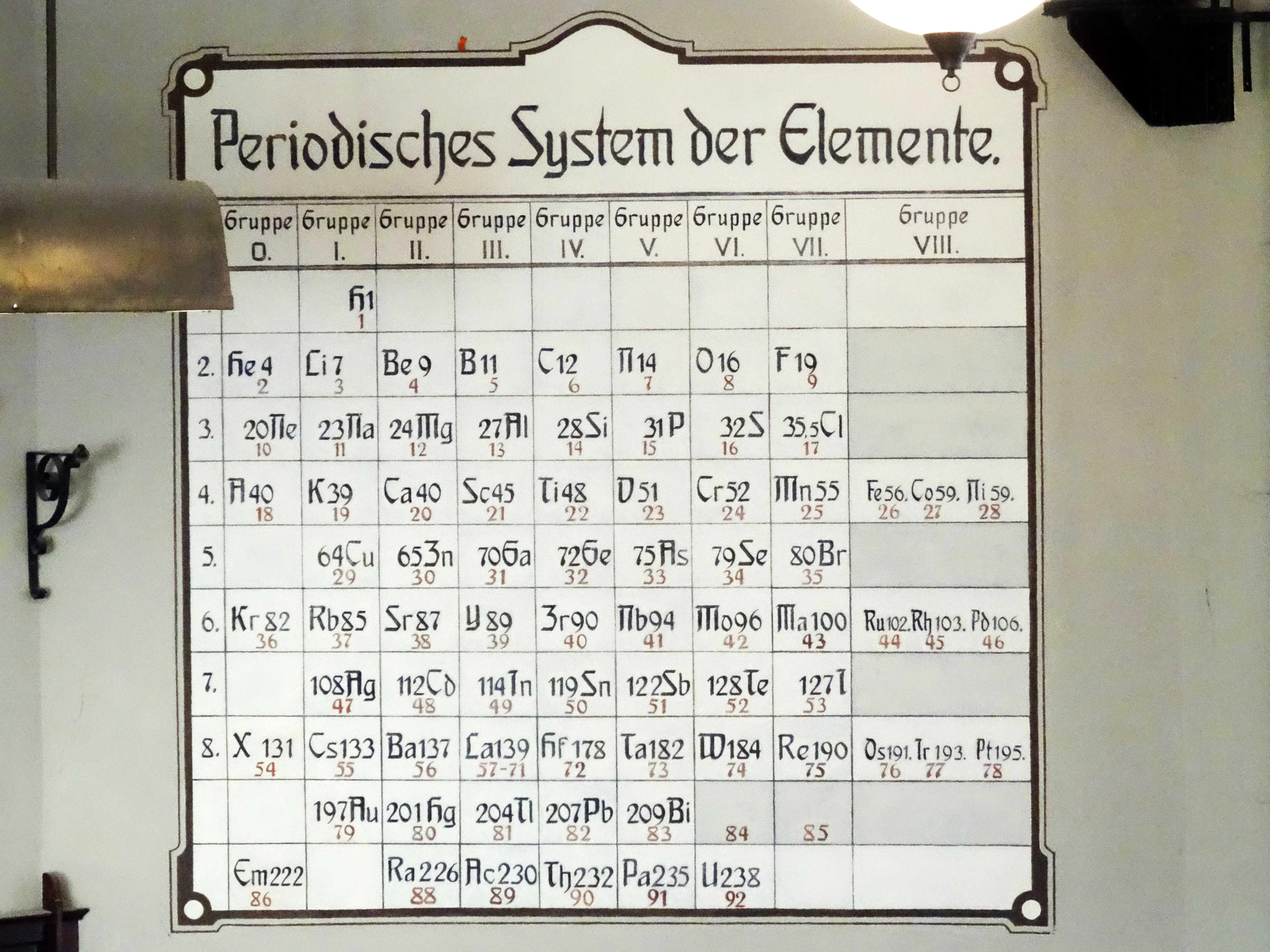
Odrestaurowany układ okresowy z czasów Mendelejewa na ścianie Audytorium Chemicznego Politechniki Gdańskiej

W 1905 Mendelejew został przyjęty w poczet członków Królewskiej Szwedzkiej Akademii Nauk. W następnym roku Komitet Noblowski nominował go do nagrody w dziedzinie chemii za stworzenie układu okresowego pierwiastków. Sekcja chemiczna Akademii wniosek poparła, co było właściwie równoznaczne z przyznaniem przez Akademię nagrody. Niespodziewanie na plenarnym zgromadzeniu dysydencki członek Akademii, Peter Klason, zgłosił kandydaturę Henriego Moissana, z którym utrzymywał znajomość. Cieszący się wielką estymą szwedzki chemik Svante Arrhenius, choć nie był członkiem Komitetu Noblowskiego z dziedziny chemii, również naciskał, by odrzucić kandydaturę Mendelejewa, argumentując, że jest to odkrycie zbyt dawne, by przyznawać nagrodę za rok 1906. Współcześni tym wydarzeniom utrzymywali, że Arrhenius powodował się zazdrością i odwetem za krytyczne uwagi Mendelejewa dotyczące jego teorii dysocjacji elektrolitycznej. W wyniku gorącej dyskusji większość członków Akademii zagłosowała na korzyść Moissana. Próby nominowania Mendelejewa w 1907 zostały udaremnione przez kategoryczny sprzeciw Arrheniusa.
Mendelejew zmarł na grypę w wieku 72 lat. Na jego cześć nazwano krater Mendelejew na Księżycu, jak również radioaktywny sztucznie wytworzony pierwiastek o liczbie atomowej 101 „mendelew” oraz jedną z planetoid, (2769) Mendeleev.

## Układ okresowy
Wszystkie znane wówczas pierwiastki zestawił w tabelę, szeregując je według mas atomowych i zauważył, że właściwości pierwiastków powtarzają się okresowo, a odstępstwa od tych prawidłowości można wyjaśnić istnieniem nieznanych jeszcze pierwiastków (były to skand, gal i german). Tablicę tę nazwano później tablicą Mendelejewa i była ona pierwotną formą układu okresowego. Anegdota głosi, że po dłuższym okresie wyczerpującej pracy nad uszeregowaniem pierwiastków tablica się uczonemu przyśniła.